# Grabovac (Zvečan)
Pour les articles homonymes, voir Grabovac.
Grabovac en serbe latin et Graboc en albanais (en serbe cyrillique : Грабовац) est une localité du Kosovo située dans la commune/municipalité de Zvečan/Zveçan, district de Mitrovicë/Kosovska Mitrovica. Selon des estimations de 2009 comptabilisées pour le recensement kosovar de 2011, elle compte 545 habitants, dont une majorité de Serbes.

## Démographie

### Évolution historique de la population dans la localité
| 1948 | 1953 | 1961 | 1971 | 1981 | 1991 | 2009 |
| ---- | ---- | ---- | ---- | ---- | ---- | ---- |
| 400  | 445  | 525  | 528  | 542  | 561  | 545  |

|  |